# Aleksander Śliwka
Pour les articles homonymes, voir Śliwka.
Aleksander Śliwka est un joueur polonais de volley-ball né le 24 mai 1995 à Jawor. Il a remporté avec l'équipe de Pologne la médaille d'argent du tournoi masculin aux Jeux olympiques d'été de 2024, organisés à Paris.